# Peter von Hofmann

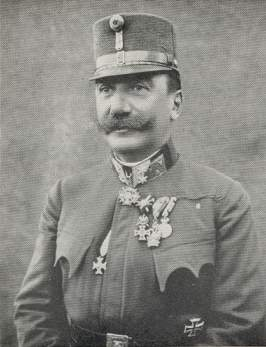
Peter von Hofmann.

Peter Freiherr von Hofmann, född 10 juli 1865 i Wien, död 7 maj 1923 i Wien, var en österrikisk officer och infanterigeneral under första världskriget.